# Cortes de Monzón-Fraga (1383)
Las Cortes de la Corona de Aragón fueron convocadas por el rey Pedro IV de Aragón en Monzón, entre junio de 1383 y julio de 1384. Las sesiones se celebraron en Monzón, Tamarite de Litera y Fraga a causa de un brote de peste en el año 1384.
Las largas guerras contra Castilla (desde 1356), la República de Génova (desde 1351) y la revuelta de los Arborea en Cerdeña (desde 1364) protagonizadas por Pedro IV dejaron al país en la ruina económica. Los brazos asistieron a las Cortes dispuestos a demandar responsabilidades a los cortesanos y consejeros reales. En marzo de 1383 había sido asesinado Hugo III de Arborea, que se había rebelado contra Aragón. Pero este magnicidio había tenido el apoyo de los genoveses, también en guerra con Aragón, y significaba la más que posible pérdida de la isla de Cerdeña. Pedro IV pidió a las cortes un donativo para atender estas necesidades, pero le fue denegado a fin de que no se trataran los temas de justicia contra los oficiales reales. Finalmente, el 4 de julio de 1384, se concedió en forma de préstamo de 60.000 florines, y no como donativo.
Otro punto, relacionado también con la guerra en Arborea, fue atender las peticiones de apoyo que Brancaleone Doria hacía por su mujer Leonor de Arborea, regente después de la muerte de su padre Hugo III de Arborea, quien disputaba con su hermana la herencia de Arborea. La corte desconfió del que podía retornar a Cerdeña. Brancaleone propuso un complicado plan poniendo como garantía a su hijo Frederico I de Arborea. Finalmente, Brancaleone regresó a Cerdeña donde estuvo en prisión unos años, al negarse su mujer Leonor a entregar a su hijo como rehén.
El rey volvió a proceder contra su yerno, el conde Juan I de Ampurias, por deslealtad. Este castigo originó una guerra civil en el Ampurdán y la derrota de Juan I.
Por parte del principado de Cataluña, en la sesión del 4 de julio de 1384 se escogieron los nuevos diputados de la Generalidad manteniendo las competencias fijadas en las últimas cortes, es decir, el diputado real actuaba como administrador prescindinendo de los oidores de cuentas. Se eligió a Arnau Descolomer como nuevo diputado eclesiástico. Esta nueva Diputación se mantendría hasta empezadas las Cortes de Monzón de 1388.
| Predecesor: Cortes de Monzón (1376-1377) | Cortes Generales de la Corona de Aragón 1383-1384 | Sucesor: Cortes de Monzón (1388) |
| Predecesor: Cortes de Zaragoza (1381)    | Cortes del Reino de Aragón 1383-1384              | Sucesor: Cortes de Monzón (1388) |
| Predecesor: Cortes de Barcelona (1379)   | Cortes Catalanas 1383-1384                        | Sucesor: Cortes de Monzón (1388) |
| Predecesor: Cortes de Monzón (1376-1377) | Cortes del Reino de Valencia 1383-1384            | Sucesor: Cortes de Monzón (1388) |